# Championnat de Russie amateur de football
Le championnat de Russie entre clubs de football amateur (russe : Первенство России среди любительских футбольных клубов), parfois abrégé en LFK ou aussi appelé Treti Divizion (russe : Третий дивизио́н, Troisième division), est une compétition de football constituant le quatrième échelon du football russe, et sa plus haute division amateur.
Il constitue actuellement le cinquième échelon du football russe, bien qu'il en est plus régulièrement été le quatrième au cours de son histoire.
Par le passé, la compétition s'est également appelée championnnat de Russie entre collectifs de culture physique (russe : Первенство России среди коллективы физической культуры) à ses débuts, Quatrième ligue (russe : Четвёртая лига) entre 1994 et 1997, puis Ligue de football amateur (russe : Люби́тельская футбо́льная ли́га) entre 2004 et 2010 avant d'adopter son appellation actuelle.

## Histoire
Formé en 1992, le championnat amateur occupe le statut de quatrième échelon du football russe pendant une grande partie de son histoire. Il est brièvement relégué au cinquième rang entre 1994 et 1997 après la formation d'une quatrième division professionnelle. Il adopte durant cette période l'appellation Quatrième ligue (« Четвёртая лига », Tchetviortaïa liga). Il redevient une nouvelle fois la cinquième division à partir de 2023, après qu'une réorganisation de la troisième division n'amène une nouvelle fois à la formation d'une quatrième division professionnelle.

## Organisation
La compétition est organisée entre 2004 et 2010 par la Ligue de football amateur (ru). Depuis 2011, l'organisation de la compétition est laissée aux différentes fédérations régionales ou interrégionales qui gèrent chacune au moins un groupe au sein de la quatrième division. Au moment de la saison 2020, elles sont au nombre de dix :
1. Union extrême-orientale de football (en russe : Дальневосточный футбольный союз, Dalniévostotchny foutbolny soïouz)
2. Union des fédérations de football de Sibérie (en russe : Союз Федераций футбола «Сибирь», Soïouz federatsi foutbola « Sibir »)
3. Union des fédérations de football de l'Oural et de la Sibérie occidentale (en russe : Союз федераций футбола Урала и Западной Сибири, Soïouz federatsi foutbola Ourala i Zapadnoï Sibiri)
4. Association interrégionale des fédérations de football du Nord-Ouest (en russe : Межрегиональное объединение федераций футбола «Северо-Запад», Miéjregionalnoïé obiediniénie federatsi foutbola « Severo-Zapad »)
5. Fédération de football de Moscou (en russe : Московская федерация футбола, Moskovskaïa federatsia foutbola)
6. Fédération de football de l'oblast de Moscou (en russe : Федерация футбола Московской области, Federatsia foutbola Moskovskoï oblasti)
7. Association interrégionale des fédérations de football de l'Anneau d'or (en russe : Межрегиональная федерация футбола «Золотое Кольцо», Miéjregionalnoïé obiediniénie federatsi foutbola « Zolotoïé Koltso »)
8. Union des fédérations de football du Centre (en russe : Союз Федераций футбола «Центр», Soïouz federatsi foutbola « Tsentr »)
9. Union interrégionale de football du Privoljié (en russe : Межрегиональный футбольный союз «Приволжье», Miéjregionalnoïé obiediniénie federatsi foutbola « Privoljié »)
10. Union des fédérations de football du district fédéral du Sud (en russe : Союз федераций футбола Южного федерального округа, Soïouz federatsi foutbola Ioujnogo federalnogo okrouga)

## Format
Le championnat est divisé en dix zones géographiques formant des groupes constitués d'un nombre variable d'équipes. Les vainqueurs de chaque groupe ont la possibilité d'être promus en quatrième division à l'issue de chaque saison, sous réserve de l'attribution d'une licence professionnelle. Les équipes terminant dernières de leurs groupes respectifs sont reléguées dans les championnats régionaux. En fonction du nombre d'équipes en lice dans chaque groupe, celles-ci s'affrontent deux à quatre fois par saison.
À l'issue de la saison, les vainqueurs de chaque groupes sont qualifiés pour la phase finale de la compétition afin de déterminer le vainqueur de la quatrième division et, par extension, le champion de Russie pour le football amateur.

## Palmarès
| Saison    | Vainqueur                      | Groupe                    |
| --------- | ------------------------------ | ------------------------- |
| 1992      | Metallourg-ISM Voljski         | Privoljié                 |
| 1993      | Avtomobilist Noguinsk          | Centre B                  |
| 1994      | Torpedo Kourgan                | Oural                     |
| 1995      | Izoumroud Timachiovsk          | Privoljié                 |
| 1996      | FK Khimki                      | Podmoskovié A             |
| 1997      | Spartak-Telekom Chouïa         | Anneau d'or               |
| 1998      | SKA Rostov                     | Sud                       |
| 1999      | Pskov-2000                     | Nord-Ouest                |
| 2000      | Lokomotiv-Taïm Mineralnye Vody | Sud                       |
| 2001      | Nemkom Krasnodar               | Caucase                   |
| 2002      | Tekstilchtchik Kamychine       | Tchernozem                |
| 2003      | Arouan Nartkala                | Sud                       |
| 2004      | Avangard Lazarevskoïe          | Sud                       |
| 2005      | Tchernomorets Novorossiisk     | Sud                       |
| 2006      | FK Bataïsk                     | Sud                       |
| 2007      | Khimik Dzerjinsk               | Privoljié                 |
| 2008      | Fakel-Stroï Art Voronej        | Tchernozem                |
| 2009      | Torpedo Miass                  | Oural-Sibérie occidentale |
| 2010      | Podolie Podolsk                | Podmoskovié               |
| 2011-2012 | Non-attribué                   | Non-attribué              |
| 2012-2013 | Chakhtior Pechelan             | Privoljié                 |
| 2013      | Vybor-Kourbatovo Voronej       | Tchernozem                |
| 2014      | Metallourg Acha                | Oural-Sibérie occidentale |
| 2015      | FK Lioubertsy                  | Podmoskovié               |
| 2016      | Zvezda Saint-Pétersbourg       | Nord-Ouest                |
| 2017      | Metallourg Acha (2)            | Oural-Sibérie occidentale |
| 2018      | Khimik-Avgoust Vournary        | Privoljié                 |
| 2019      | FK Askaï                       | Sud                       |
| 2020      | Dorojnik Kamenka               | Privoljié                 |
| 2021      | Lokomotiv Liski                | Centre                    |
| 2022      | Dorojnik Kamenka               | Privoljié                 |